# Carex petasata
Carex petasata är en halvgräsart som beskrevs av Chester Dewey. Carex petasata ingår i släktet starrar, och familjen halvgräs. Inga underarter finns listade i Catalogue of Life.